# Joc Sherlockian

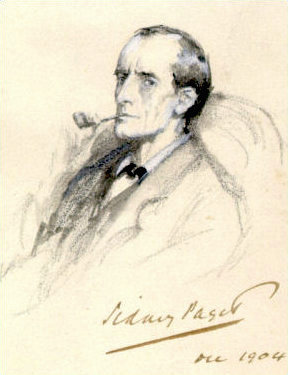
Sherlock Holmes

Jocul Sherlockian (cunoscut și sub numele de jocul Holmesian, The Great Game sau pur și simplu Game, Jocul) reprezintă o pasiune de a încerca rezolvarea unor anomalii și de a clarifica detaliile vieții lui Sherlock Holmes și Dr. Watson din cele 56 de povestiri și patru romane care alcătuiesc Canonul Sherlock Holmes de Arthur Conan Doyle. Îi tratează pe Holmes și pe Watson ca oameni reali și folosește aspecte ale povestirilor canonice combinate cu istoria epocii în care au loc povestirile pentru a construi biografii fantastice ale celor doi. 
Jocul de a examina povestirile ca și cum ar fi de non-ficțiune a început la începutul secolului XX. Există exemple timpurii de eseuri despre Sherlock de Arthur Bartlett Maurice și Frank Sidgwick, ambele publicate în 1902, dar niciunul dintre aceste eseuri nu au fost luate în seamă prea mult la început. Printre cercetătorii timpurii ai canonului au fost incluși Ronald Knox în Marea Britanie și Christopher Morley (fondatorul The Baker Street Irregulars) din New York. Dorothy L. Sayers, creatorul detectivului Lord Peter Wimsey, a scris de asemenea mai multe eseuri despre acest subiect, publicate ulterior în Unpopular Opinions.  
Sayers a mai spus că jocul "trebuie să fie jucat la fel de solemn ca un meci de cricket  pe Lord's; iar cea mai mică urmă de extravaganță sau burlesc strică atmosfera."
Când era student la Oxford, Knox a scris „Studii în literatura lui Sherlock Holmes”,  un eseu care este considerat textul fondator al „bursei Holmes”. Acest eseu a fost retipărit, printre altele, în 1928, iar în anul următor, Sydney Roberts, pe atunci profesor la Universitatea Cambridge, a răspuns la argumentele lui Knox, într-o broșură intitulată A Note on the Watson Problem. S. C. Roberts a scris apoi o biografie completă a lui Watson. A urmat o carte de T. S. Blakeney  și s-a născut jocul „Holmes” (denumit în mod simplu „jocul” ). Printre primii jucători se numără bibliograful și colecționarul de cărți Vincent Starrett (The Private Life of Sherlock Holmes) și arheologul Harold Wilmerding Bell.
Un aspect al jocului în forma sa tradițională este efortul de a rezolva sau de a explica contradicțiile din canonul Holmes, cum ar fi locul rănii de război a lui Watson, care este descrisă ca fiind la umărul său în Un studiu în roșu și la piciorul său în Semnul celor patru sau care este numele său, apare ca John în Un studiu în roșu și „Problema podului Thor”, dar ca James în „Omul cu buza strâmbă”.
În timp ce Dorothy Sayers și mulți dintre primii „holmesieni” au folosit lucrările lui Conan Doyle ca bază principală pentru speculațiile lor, o școală mai fantezistă care joacă acest joc istoric-Holmes este reprezentată de William S. Baring-Gould, autorul lui Sherlock Holmes of Baker Street (1962), o „biografie” personală a lui Holmes. 
O „biografie” mai recentă este Sherlock Holmes The Unuthorized Biography de Nick Rennison (Atlantic Books, 2005) și, din 1998, Leslie S. Klinger a editat Biblioteca de referință Sherlock Holmes (The Sherlock Holmes Reference Library, Gasogene Books, Indianapolis). 
Romanul lui Mark Frost din 1993 Lista celor șapte prezintă o relatare fictivă a originilor literare ale lui Sherlock Holmes. În poveste, Arthur Conan Doyle, un autor aspirant, dar care se luptă să se afirme, este prins într-o tentativă de asasinat și este salvat de un bărbat care prezintă multe dintre caracteristicile prototip ale lui Holmes. Frost a scris și o continuare, romanul The Six Messiahs. 